# 화산로 (수원시)
화산로는 수원시 팔달구 화서2동 꽃뫼사거리에서 수원시 장안구 율전동 화남아파트를 잇는 총 연장 3.5km의 일반 도로이다. 
제한속도는 50km/h이며 정천초교 인근 도로는 어린이보호구역으로 30km/h의 제한속도를 가진다. 
입북동 주민들의 교통편의를 위하여 의왕시 월암공영차고지까지 연장하는 안이 나왔으나 무산되었다. 

## 노선
| 이름                 | 접속 노선                   | 소재지                | 비고                                 |
| -------------------- | --------------------------- | --------------------- | ------------------------------------ |
| 꽃뫼사거리           | 수성로                      | 수원시 팔달구 화서2동 |                                      |
| 율현삼거리           | 화산로 17번길 일월로 22번길 | 수원시 팔달구 화서2동 |                                      |
| 천천교               |                             | 수원시 팔달구 화서2동 | 서호천                               |
| 정천초교삼거리       | 정자천로                    | 수원시 팔달구 화서2동 |                                      |
| 무명(無名)교차로 2개 | 화산로 125번길              | 수원시 장안구 천천동  |                                      |
| 무명(無名)교차로 2개 | 화산로 163번길              | 수원시 장안구 천천동  |                                      |
| 성대역지하차도       | 서부로 (고가 올라갈 시)     | 수원시 장안구 율전동  | 밤밭고가차도, 성대역사거리           |
| 무명(無名)교차로     | 율전로                      | 수원시 장안구 율전동  |                                      |
| 화남아파트           |                             | 수원시 장안구 율전동  | 입북동 방면 연장 개통 이전 도로 종점 |
| 무명(無名)교차로     | 율전로                      | 수원시 장안구 입북동  | 2020년 4월 21일 연장 개통            |

## 기타
이 도로를 달리는 버스 노선 - 수원 2-1번, 수원 2-2번, 수원 3번, 수원 37번, 수원 92번, 수원 112번, 화성 1009번, 수원 마을25번, 수원 마을25-2번, 수원 마을27번, 수원 마을27-1번, 수원 마을27-5번
철도역 - 화서역, 성균관대역